# Cyclorhiza peucedanifolia
Cyclorhiza peucedanifolia är en flockblommig växtart som först beskrevs av Adrien René Franchet, och fick sitt nu gällande namn av Lincoln Constance. Cyclorhiza peucedanifolia ingår i släktet Cyclorhiza och familjen flockblommiga växter. Inga underarter finns listade i Catalogue of Life.